# Steinfeld (Renania-Palatinato)
Steinfeld è un comune di 1.943 abitanti della Renania-Palatinato, in Germania.

Appartiene al circondario (Landkreis) della Weinstraße Meridionale (targa SÜW) ed è parte della comunità amministrativa (Verbandsgemeinde) di Bad Bergzabern.